# One Call Away
"One Call Away" is een single van de Amerikaanse zanger Charlie Puth van zijn debuutalbum Nine Track Mind. Het kwam uit op 20 augustus 2015 door Atlantic Records als de tweede single van het album, na de single "Marvin Gaye". 

## Achtergrondinformatie
De single haalde de twaalfde plek in de Billboard Hot 100 en de derde plek in Australië, Nieuw-Zeeland en Polen. 

## Videoclip
De bijhorende videoclip is geregisseerd door Mark Staubach en kwam uit op 14 september 2015. 

## Hitnoteringen

### Nederlandse Top 40
| Hitnotering: 20-02-2016 t/m 23-04-2016 | Hitnotering: 20-02-2016 t/m 23-04-2016 | Hitnotering: 20-02-2016 t/m 23-04-2016 | Hitnotering: 20-02-2016 t/m 23-04-2016 | Hitnotering: 20-02-2016 t/m 23-04-2016 | Hitnotering: 20-02-2016 t/m 23-04-2016 | Hitnotering: 20-02-2016 t/m 23-04-2016 | Hitnotering: 20-02-2016 t/m 23-04-2016 | Hitnotering: 20-02-2016 t/m 23-04-2016 | Hitnotering: 20-02-2016 t/m 23-04-2016 | Hitnotering: 20-02-2016 t/m 23-04-2016 | Hitnotering: 20-02-2016 t/m 23-04-2016 |
| Week:                                  | 1                                      | 2                                      | 3                                      | 4                                      | 5                                      | 6                                      | 7                                      | 8                                      | 9                                      | 10                                     |                                        |
| -------------------------------------- | -------------------------------------- | -------------------------------------- | -------------------------------------- | -------------------------------------- | -------------------------------------- | -------------------------------------- | -------------------------------------- | -------------------------------------- | -------------------------------------- | -------------------------------------- | -------------------------------------- |
| Positie:                               | 37                                     | 30                                     | 27                                     | 23                                     | 25                                     | 31                                     | 33                                     | 37                                     | 33                                     | 39                                     | uit                                    |

### NederlandseSingle Top 100
| Hitnotering: 30-01-2016 t/m 04-06-2016 | Hitnotering: 30-01-2016 t/m 04-06-2016 | Hitnotering: 30-01-2016 t/m 04-06-2016 | Hitnotering: 30-01-2016 t/m 04-06-2016 | Hitnotering: 30-01-2016 t/m 04-06-2016 | Hitnotering: 30-01-2016 t/m 04-06-2016 | Hitnotering: 30-01-2016 t/m 04-06-2016 | Hitnotering: 30-01-2016 t/m 04-06-2016 | Hitnotering: 30-01-2016 t/m 04-06-2016 | Hitnotering: 30-01-2016 t/m 04-06-2016 | Hitnotering: 30-01-2016 t/m 04-06-2016 | Hitnotering: 30-01-2016 t/m 04-06-2016 | Hitnotering: 30-01-2016 t/m 04-06-2016 | Hitnotering: 30-01-2016 t/m 04-06-2016 | Hitnotering: 30-01-2016 t/m 04-06-2016 | Hitnotering: 30-01-2016 t/m 04-06-2016 | Hitnotering: 30-01-2016 t/m 04-06-2016 | Hitnotering: 30-01-2016 t/m 04-06-2016 | Hitnotering: 30-01-2016 t/m 04-06-2016 | Hitnotering: 30-01-2016 t/m 04-06-2016 | Hitnotering: 30-01-2016 t/m 04-06-2016 |
| Week:                                  | 1                                      | 2                                      | 3                                      | 4                                      | 5                                      | 6                                      | 7                                      | 8                                      | 9                                      | 10                                     | 11                                     | 12                                     | 13                                     | 14                                     | 15                                     | 16                                     | 17                                     | 18                                     | 19                                     |                                        |
| -------------------------------------- | -------------------------------------- | -------------------------------------- | -------------------------------------- | -------------------------------------- | -------------------------------------- | -------------------------------------- | -------------------------------------- | -------------------------------------- | -------------------------------------- | -------------------------------------- | -------------------------------------- | -------------------------------------- | -------------------------------------- | -------------------------------------- | -------------------------------------- | -------------------------------------- | -------------------------------------- | -------------------------------------- | -------------------------------------- | -------------------------------------- |
| Positie:                               | 59                                     | 29                                     | 28                                     | 38                                     | 30                                     | 27                                     | 26                                     | 25                                     | 24                                     | 28                                     | 25                                     | 26                                     | 30                                     | 31                                     | 48                                     | 61                                     | 69                                     | 80                                     | 99                                     | uit                                    |

### 3FM Mega Top 50
| Hitnotering: 13-02-2016 t/m 14-05-2016 | Hitnotering: 13-02-2016 t/m 14-05-2016 | Hitnotering: 13-02-2016 t/m 14-05-2016 | Hitnotering: 13-02-2016 t/m 14-05-2016 | Hitnotering: 13-02-2016 t/m 14-05-2016 | Hitnotering: 13-02-2016 t/m 14-05-2016 | Hitnotering: 13-02-2016 t/m 14-05-2016 | Hitnotering: 13-02-2016 t/m 14-05-2016 | Hitnotering: 13-02-2016 t/m 14-05-2016 | Hitnotering: 13-02-2016 t/m 14-05-2016 | Hitnotering: 13-02-2016 t/m 14-05-2016 | Hitnotering: 13-02-2016 t/m 14-05-2016 | Hitnotering: 13-02-2016 t/m 14-05-2016 | Hitnotering: 13-02-2016 t/m 14-05-2016 | Hitnotering: 13-02-2016 t/m 14-05-2016 | Hitnotering: 13-02-2016 t/m 14-05-2016 |
| Week:                                  | 1                                      | 2                                      | 3                                      | 4                                      | 5                                      | 6                                      | 7                                      | 8                                      | 9                                      | 10                                     | 11                                     | 12                                     | 13                                     | 14                                     |                                        |
| -------------------------------------- | -------------------------------------- | -------------------------------------- | -------------------------------------- | -------------------------------------- | -------------------------------------- | -------------------------------------- | -------------------------------------- | -------------------------------------- | -------------------------------------- | -------------------------------------- | -------------------------------------- | -------------------------------------- | -------------------------------------- | -------------------------------------- | -------------------------------------- |
| Positie:                               | 46                                     | 44                                     | 31                                     | 33                                     | 29                                     | 33                                     | 36                                     | 32                                     | 23                                     | 23                                     | 26                                     | 30                                     | 36                                     | 45                                     | uit                                    |